# L'Adieu (téléfilm)
Pour les articles homonymes, voir L'Adieu.
Pour plus de détails, voir Fiche technique et Distribution.
L'Adieu est un téléfilm français en deux parties, réalisé par François Luciani, diffusé en 2003.

## Synopsis
Ce téléfilm traite des dernières années de la guerre d'Algérie. Le réalisateur met en évidence les effets de la guerre dans deux milieux : celui d'une famille pied-noire et, dans l’armée; un stage d'élèves-officiers à Alger, puis en poste en Kabylie.
Dans une même famille les différents points de vue des pieds-noirs sur le déroulement des évènements s'opposent. Ainsi, le grand-père représente cette génération de pieds-noirs (immigrés d'origine européenne) qui a vécu en Algérie toute sa vie, qui s'entend avec les Arabes et avec les Berbères, a un profond respect pour eux et en reçoit en retour.
Le père (Jean Benguigui) tient une petite boutique et engage volontiers des musulmans dans son magasin.
De même, sa fille fait ses études de médecine à l'université d'Alger et sa meilleure amie est arabe (Djamilla jouée par Saïda Jawad).
La mère (jouée par Catherine Jacob) aime son pays et montre de la compassion pour les Algériens musulmans, sans leur accorder son estime, pensant que sa communauté est « à part ».
La minorité de Français qui s'est radicalisée pour répondre au FLN et a créé l'OAS, est symbolisée par François (Alexis Tomassian) le plus jeune des fils de la famille Garcia, qui, déjà raciste et très marqué par le meurtre de son frère Raymond (Gilles Lellouche), évolue vers la frange des colons nationalistes. 
Dans le cours des élèves-officiers, le mélange social est parfois difficile. Des soldats désabusés sont prompts à la critique, notamment le sergent Cassard (Marc Citti). Un autre soldat révolté contre la guerre et contre ses supérieurs, échoue à devenir officier, tombe amoureux d'une Algérienne et devient professeur (Jérémie Covillault). Un élève-officier algérien (Jalil Naciri), champion de boxe, œuvrant dans l'armée française, . 
Tous se rassemblent dans l'attachement porté à leur pays qu'est l'Algérie, qu'ils veulent française pour les uns et indépendante pour les autres.
Les faits se déroulent sur fond d'amour entre une étudiante pied-noir (Mélanie Doutey) et un jeune officier métropolitain du contingent (Thomas Jouannet), appelé dans l'armée française par devoir, confiant, naïf et plein d'illusions. Leur relation montre les incompréhensions entre les Français de métropole qui méconnaissent ou se désintéressent de l'Algérie, y voyant une source de problèmes, et les pieds noirs qui accusent la France de les laisser tomber ou basculent dans la violence.
L'abandon des harkis par la France et par son armée est abordé, malgré leur foi en la parole donnée. L'armée pratique parfois la torture des prisonniers , commet des viols et tire sans sommation. Le FLN commet parfois des actes de sauvagerie et des représailles.

## Fiche technique
- Réalisateur :  François Luciani
- Scénariste  : Yves Boisset,  Virginie Brac et Alain Scoff
- Producteur : David Kodsi
- Musique du film :  Jean-Marie Sénia
- Directeur de la photographie : Jonny Semeco
- Montage :  Nicolas Barachin
- Distribution des rôles : Frédérique Amand, Mounia Khalil
- Création des décors : Stéphane Strano
- Création des costumes : Khadija Benjelloun, Laurence Brignon
- Coordinateur des cascades :   Joel Proust
- Société de production :  K'Ien Productions et TV5
- Société de distribution : France 2 Cinéma
- Pays d'origine  : France
- Genre : drame historique
- Durée : 180 minutes (2 films de 90 minutes) ( Zone interdite et Terre brûlée)
- Date de diffusion : 28 avril 2003

## Distribution
- Thomas Jouannet : Laurent Luissac, aspirant puis sous-lieutenant
- Mélanie Doutey : Evelyne Garcia, étudiante en médecine
- Catherine Jacob : Georgette Garcia,
- Gilles Lellouche : Raymond Garcia, aspirant puis sous-lieutenant
- Jean Benguigui : Lucien Garcia
- Saïda Jawad : Djamilla
- Jérémie Covillault : Bernard
- Jalil Naciri : Farid, aspirant puis sous-lieutenant
- Cécile Cassel : Isabelle,  l’ex-fiancée de Laurent
- Alexis Tomassian :  François Garcia
- Marc Citti : sergent Cassard
- Franck Adrien : capitaine Para
- Yann Collette : commandant Bertrand
- Thibaut Corrion : Breton
- Arnaud Viard : commandant Benoit
- Valérie Vogt : Tata
- Vincent Winterhalter : capitaine Denfert
- Pascal Elso : Maillard
- Sébastien Frey : copain de Laurent
- Richard Guedj : Maurice.